# Platonow (Tschechow)
Platonow ist der Titel, unter dem ein frühes, ursprünglich namenloses Drama von Anton Tschechow im deutschsprachigen Raum veröffentlicht wurde. Auch der alternative Titel Die Vaterlosen wird verwendet. Es handelt sich um eine Komödie in vier Akten, deren Aufführung im ungekürzten Zustand etwa siebeneinhalb Stunden dauern würde. Das Stück entstand um 1880.

## Handlung
Platonow spielt in einem heruntergekommenen Landhaus in der russischen Provinz. Zentrale Figur ist der verheiratete Lehrer Platonow, in den sich sowohl die Gutsbesitzerin Anna Petrovna als auch Sofja, die Frau ihres Stiefsohns, und eine seiner Kolleginnen verlieben. Platonow selbst ist eine zynische Figur, die sich in Gesellschaft gerne als geistreicher Unterhalter gibt. Im Laufe des Stücks wird er sowohl mit Hamlet als auch mit Don Juan verglichen. Als einziger ist er sich der Ideen- und Prinzipienlosigkeit der Gesellschaft bewusst, ebenso jedoch der Tatsache, dass er selbst ein Teil dieser Gesellschaft ist. Er findet aus dieser Situation keinen Ausweg und ist mit der Liebe der vier Frauen überfordert. Schließlich zieht er sich zunehmend in sich selbst und in den Alkohol zurück. Am Ende des Stückes wird er von Sofja, die erkennt, dass sie sich auch von ihm kein neues Leben erhoffen kann, erschossen.

## Geschichte
Tschechow schrieb das Stück zwischen 1878 und 1881, als er das Gymnasium in Taganrog besuchte, und widmete es der Schauspielerin Marija Jermolowa, die zu dieser Zeit am Maly-Theater beschäftigt war. Er gab das (von seinem Bruder säuberlich abgeschriebene) Manuskript persönlich am Maly-Theater ab, wo es jedoch abgelehnt wurde. Aus Enttäuschung vernichtete er daraufhin das Manuskript. Erst 1920 wurde die Erstfassung in Tschechows Nachlass entdeckt und veröffentlicht. Platonow wird heute teilweise als noch nicht ausgereiftes Frühwerk Tschechows wahrgenommen, das einen Brückenschlag zwischen literarischer Übung und Befriedigung des kommerziellen Geschmacks seiner Zeit versucht. Dennoch zeigt dieses Stück bereits viele Züge seiner bedeutenderen späteren Werke, namentlich die starken intertextuellen Bezüge sowie die charakteristische Figurenauswahl und -zeichnung.
Heute wird dieses Stück eher selten und kaum in voller Länge aufgeführt. 1976 wurde es von Nikita Sergejewitsch Michalkow unter dem Titel Unvollendete Partitur für ein mechanisches Klavier verfilmt.

## Die handelnden Personen
- Anna Petrowna, Generalin
- Sergej Pawlowitsch Woinizew, ihr Stiefsohn
- Sofja Jegorowna, dessen Frau
- Porfiri Semjonowitsch Glagoljew, ein reicher Mann
- Kirill Porfirjewitsch Glagoljew, sein Sohn
- Pawel Petrowitsch Stscherbuk
- Marja Jefimowna Grekowa
- Iwan Iwanowitsch Trilezki, Oberst, Vater von Alexandra (Sascha)
- Nikolai Iwanowitsch Trilezki, Landarzt, Sohn des Obersts
- Abram Abramowitsch Wengerowitsch
- Michail Wassiljewitsch Platonow
- Alexandra Iwanowna (Sascha), seine Frau
- Timofej Gordejewitsch Bugrow, Gutsbesitzer
- Ossip, ein Pferdedieb
- Katja

## Bedeutende Inszenierungen
- 1989 Thalia-Theater (Hamburg), Regie: Jürgen Flimm, mit Hans Christian Rudolph[7]
- 1995: Burgtheater Wien, Regie: Achim Benning, mit Karlheinz Hackl
- 2011: Schauspielhaus Zürich, Regie: Barbara Frey, mit Michael Maertens, 2011 in der Rubrik „Beste Inszenierung“ für den Nestroy-Theaterpreis nominiert
- 2011: Burgtheater Wien, Regie: Alvis Hermanis, mit Martin Wuttke, Johanna Wokalek, Dörte Lyssewski, Peter Simonischek
- 2012: Thalia-Theater (Hamburg), Regie: Jan Bosse, mit Jens Harzer[8]
- 2015: Platonow – Theaterfilm nach Anton Tschechow, Deutschland 2015; Regie: Andreas Morell
- 2016: Augsburg Stadttheater, Regie: Christian Weise, mit Christoph Bornmüller[9]
- 2019: Schauspiel Hannover, Regie: Stephan Kimmig, als Platonowa[10]
- 2023: Münchner Kammerspiele, Regie: Jette Steckel, als Die Vaterlosen, mit Joachim Meyerhoff und Wiebke Puls[11]